# Bohrmaschinenpumpe

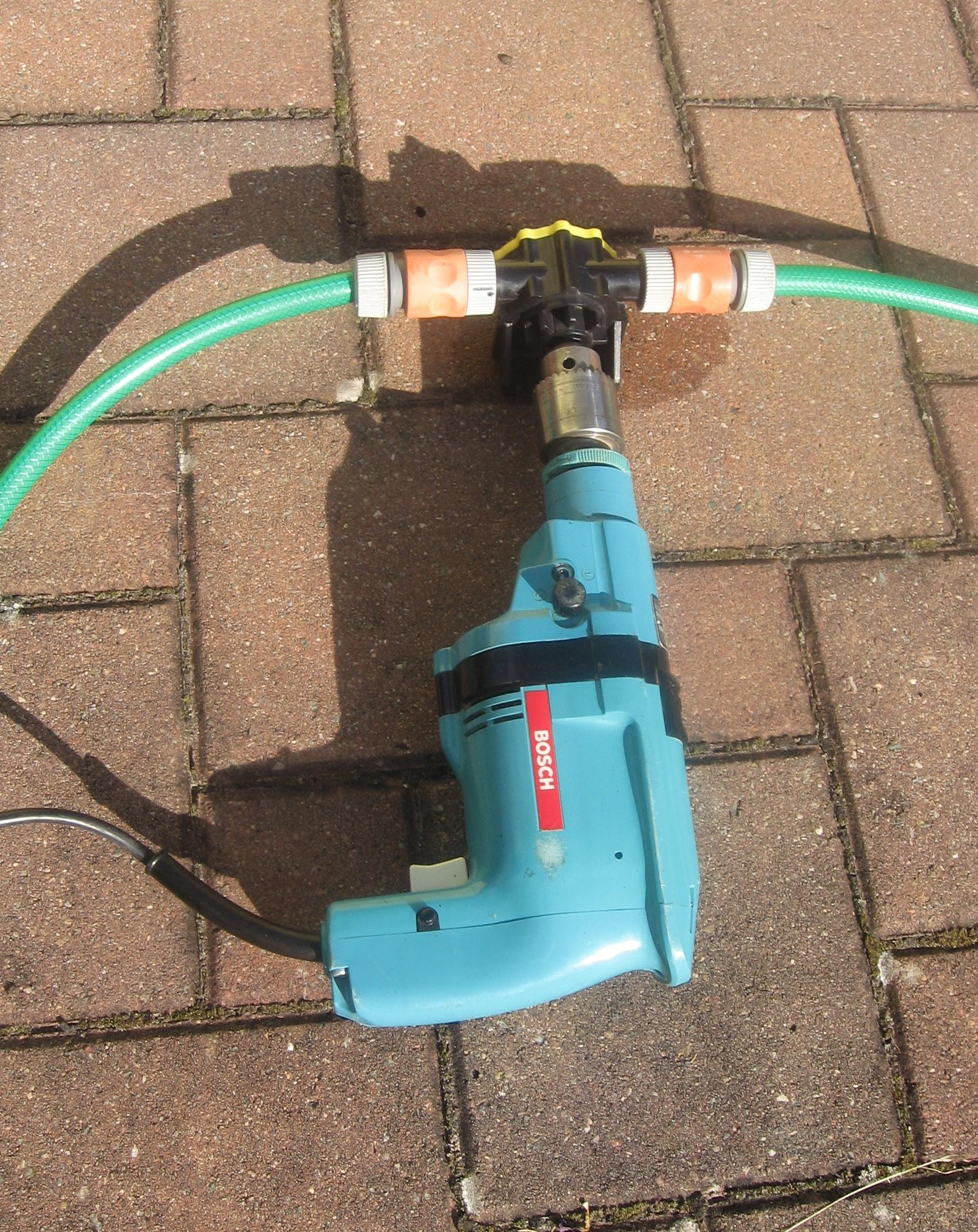
Angeschlossene Bohrmaschinenpumpe (zum Betrieb wäre noch eine Fixierung für Pumpe und Bohrmaschine nötig)

Eine Bohrmaschinenpumpe ist eine spezielle Bauform einer Impellerpumpe, die durch eine Bohrmaschine oder einem Akkuschrauber angetrieben wird. Durch die einfache Bauform und das Fehlen eines Motors sind die Anschaffungskosten relativ niedrig.
Sie eignen sich zum Pumpen von Wasser, oftmals aber auch für Lebensmittel, etwa Wein. Letztgenannter Einsatz erfordert oftmals lebensmittelechtes Material. Fördermenge und Druck sind von Ausnahmen abgesehen häufig gering, sodass sich Bohrmaschinenpumpen selten zum Betreiben von Regnern eignen.
Mögliche Anwendungen sind das Auspumpen von Regentonnen, von Aquarien, Gartenteichen, Pools oder Umfüllarbeiten bei der privaten Weinherstellung;  Auch Wasserbetten lassen sich damit einfach entleeren und wieder befüllen. Ebenso wird sie auch als Fasspumpe oder zum Entwässern von Booten eingesetzt, zum Befüllen von Solaranlagen, oder zum Entwässern von Rohrleitungen verwendet.
Die Haltbarkeit von Bohrmaschinenpumpen mit Kunststoff-Impeller ist verhältnismäßig kurz, da die Impeller einer starken Reibung ausgesetzt sind und häufig schnell überhitzen. Neben den billig verarbeiteten Pumpen aus Kunststoff für den Privatgebrauch gibt es auch Bohrmaschinenpumpen mit einem Metallgehäuse aus Aluminium oder Edelstahl und einem hochwertigen Polymer-Laufrad. Diese können auch in der professionellen Arbeit eines  Servicetechnikers verwendet werden. Je nach Ausführung können unterschiedliche Medien (z. B. Wärmeträgermedium, Kühl- und Schmiermittel usw.) gefördert werden.

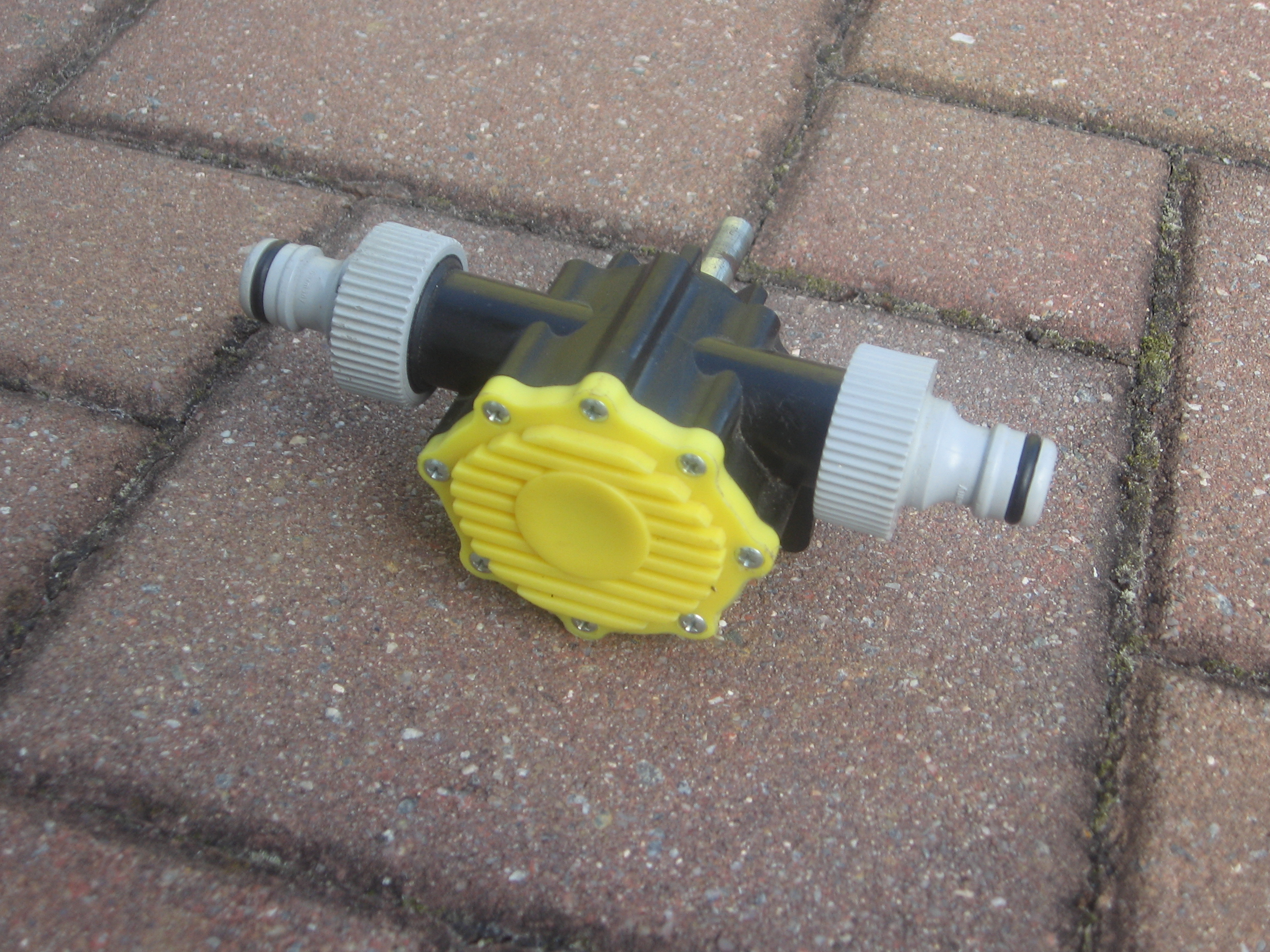
Eine Bohrmaschinenpumpe, Vorderseite
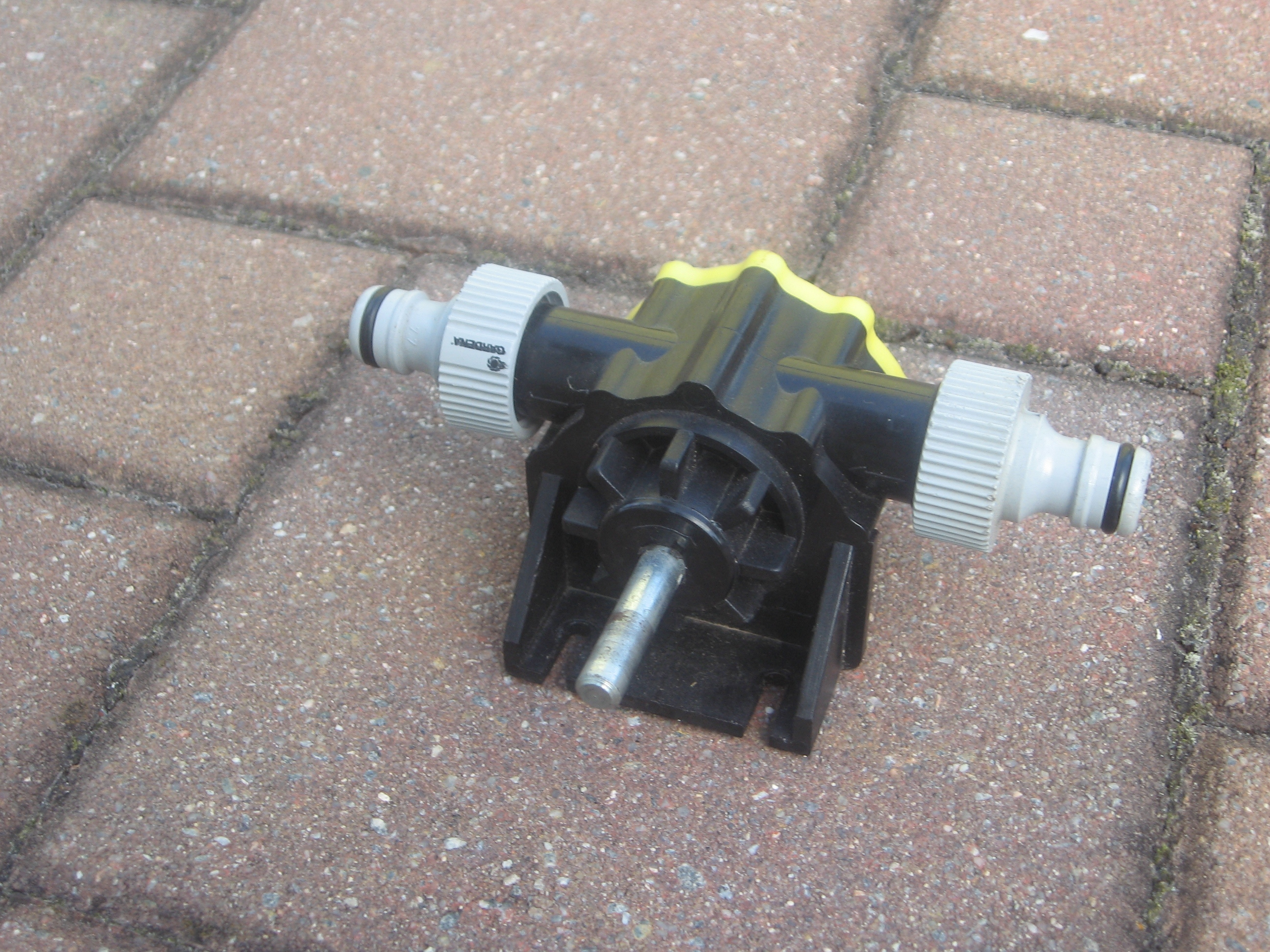
Eine Bohrmaschinenpumpe, Rückseite